# Phuntsok Wangyal
Ne doit pas être confondu avec Phuntsok Wangyal (député).
Phuntsok Wangyal (Goranangpa) tibétain : ཕུན་ཚོགས་དབང་རྒྱལ, Wylie : phun tshogs dbang rgyal, aussi Bapa Phuntsok Wangyal ou Phünwang (né le 2 janvier 1922 à Bathang, district de Batang, actuelle préfecture autonome tibétaine de Garzê, Sichuan, et mort le 30 mars 2014  à Pékin), est un homme politique tibétain (Bapa ou Bapa est la désignation traditionnelle des habitants de Bathang).
Il commença à militer dès l'école, fondant le Parti communiste tibétain en secret en 1939.
Arrêté en 1960 et incarcéré pendant 18 ans à la prison de Qincheng en République populaire de Chine, il fut libéré en 1978 et progressivement réhabilité.

## Naissance à Bathang
Phuntsok Wangyal est né en 1922 à Bathang, petite ville de la province du Kham (Tibet oriental), à quelque 500 km à l'est de Lhassa, dans ce qui est maintenant le Sichuan oriental mais qui était à l'époque sous le contrôle du seigneur de guerre chinois Liu Wenhui.

## Contexte politique
Au début du XVIIIe siècle, l'empire Qing établit un protectorat au Tibet, délimitant les frontières par le fleuve Drichu (Yangtsé supérieur) et Dzachu. Les Mandchous intègrent Bathang à la Chine, sans toutefois y exercer le pouvoir laissé aux chefs khampas. Au début du XXe siècle, ils décident d'intégrer le Kham et le Tibet central à la Chine, entraînant des résistances et des guerres. Quand le gouvernement tibétain reprend le Tibet central et une partie du Kham, Bathang reste sous contrôle chinois. L'effondrement de l'empire Qing laisse place à la République mais aussi aux seigneurs de la guerre.

## Années de formation
Phuntsok Wangyal commence, à l'âge de quatre ans, son éducation monastique dans un monastère sous la conduite de son oncle, un  moine réputé pour avoir fait ses études à Ganden. Mais ce dernier meurt subitement et, faute de tuteur, le jeune garçon doit quitter le monastère,.
De l'âge de sept ans à l'âge de 12 ans, Phuntsok Wangyal est élève de l'école chinoise de Bathang, créée en 1907 par le gouvernement chinois et obligatoire pour les Tibétains. Il y étudie le chinois, le tibétain et les mathématiques. Un de ses camarades étant également élève dans l'école missionnaire chrétienne de Bathang, Phuntsok Wangyal apprend de celui-ci quelques chansons en anglais,.
Selon A. Tom Grunfeld, Phunwang fréquente l'académie gérée par la commission des affaires mongoles et tibétaines de Tchang Kaï-chek à Bathang, école censée former les Tibétains pour qu’ils servent le gouvernement du Guomindang (GMD). À mesure qu’il avance dans ses études, Phunwang est de plus en plus déçu par le GMD et, n’ayant guère d’affinités, en tant que Khampa, avec le gouvernement tibétain à Lhassa, il s’intéresse à d’autres idéologies. Un de ses professeurs à l'académie lui prête des livres communistes russes, comme On Nationalities de Joseph Staline, dont la lecture l’amène à professer le communisme,.
À 16 ans, Phuntsok Wangyal entre à l'école pour les minorités de Nankin. C'est là qu'il découvre les idées communistes au contact de ses camarades de classes et de certains professeurs. Selon Kim Yeshi, La lecture de Lénine et de Staline lui permet d'identifier l'oppression des Tibétains de Bathang, et les positions de ces auteurs sur le droit à l'identité et à l'autodétermination des minorités l'impressionnent.

## Fondation du parti communiste tibétain (1939)
En 1939, avec cinq camarades il fonde clandestinement le parti communiste tibétain, tous s'engageant à consacrer leur vie à la révolution et la démocratie au Kham et au Tibet. Il est finalement exclu de l'école des minorités de Nankin en Chine où ses positions politiques déplaisent[citation nécessaire].
Phuntsok Wangyal voulait libérer Bathang, le Kham et toutes les régions tibétaines, du gouvernement nationaliste chinois et unifier le Tibet en une seule nation. Les Chinois ayant eu connaissance de son projet, il dut fuir au Tibet en traversant le Drichu. À Chamdo, il devint l'ami de Yuthok Tashi Dhondup, le gouverneur général du Kham, qu'il impressionna par ses idées progressistes et à qui il déclare que l'avenir du Tibet passait par une réforme de son système politique, la construction de routes, d'usines et des moyens modernes de production[citation nécessaire].
Selon A. Tom Grunfeld, ils passent la décennie suivante à essayer vainement de déclencher la révolution dans le Tibet oriental dans l’espoir de créer un grand Kham socialiste puis un grand Tibet socialiste.
Selon Tsering Shakya, la stratégie du petit parti communiste tibétain sous sa direction pendant les années 1940 est double : gagner les éléments progressistes parmi les étudiants et l'aristocratie du Tibet politique – le royaume du dalaï-lama – au programme de modernisation et de réforme démocratique, tout en soutenant une lutte de guérilla pour renverser dans le Kham le régime de Liu Wenhui, un des seigneurs de la guerre chinois. Son but est un Tibet indépendant unifié, et la transformation fondamentale de sa structure sociale féodale.
Quand le Guomindang est mis au courant, il lance un mandat d'arrêt contre Ngawang Kesang et lui-même et ils doivent s’enfuir au Tibet.
Selon Tsering Shakya, Phunwang voit d'un œil critique l'arrogance de certains membres de l'élite traditionnelle, la cruauté de certains moines rencontrés dans ses périples et la pauvreté des paysans – pire qu'en Chine – ployant sous les lourds impôts et le système des corvées.
En effet, à l'est du Drichu, le gouvernement chinois n'exerçait qu'un contrôle relâché en payant des fonctionnaires tibétains sans imposer sa présence dans le Kham. À l'ouest du Drichu, les fonctionnaires et les militaires tibétains mal payés pesaient sur les populations.
Il se rend à Lhassa où il rencontre d'autres communistes et Surkhang, membre du Khachag qui s’intéresse aux réformes dont Phuntsok Wangyal lui parle, mais ne peut initier de changement.
Quelques mois après son arrivée à Lhassa, fin 1943, il y est rejoint par son ami Ngawang Kesang, arrivant de Dartsedo.
En 1943, il se rend en Inde pour contacter le Parti communiste indien et chercher le moyen de rejoindre l'Union soviétique, un projet contrecarré par la Seconde Guerre mondiale.
En 1945, il retourne à Chamdo, y réunit des armes et des munitions pour expulser les Chinois et placer la région sous contrôle tibétain.
Selon la présentation éditoriale de la biographie de Phuntsok Wangyal, après son expulsion en 1940 et jusqu'en 1949, il a travaillé à organiser un soulèvement de guérilla contre les Chinois qui contrôlaient sa patrie.
En 1946, à Lhassa, Phuntsok Wangyal et Nganwang Kesang mettent en garde le gouvernement du Tibet de l'époque contre les risques d’une invasion par les communistes chinois, une fois la guerre civile terminée et en l’absence de changements au Tibet. La seule issue passe par l'aide de l’armée britannique. Le gouvernement ne leur prête aucune attention. Ils étaient inconnus et sans titre à l'époque. Phuntsok et Nganwang se rendent alors à Kalimpong, en Inde, pour rencontrer Gergan Dorje Tharchin, fondateur du Miroir du Tibet, un journal mensuel en tibétain qui informe l'élite tibétaine de ce qui se passe dans le monde. Phuntsok, qui souhaite rencontrer un représentant britannique, est mis en rapport par Tarchin avec sir Basil Gould à Gantok, à qui il remet une note personnelle de 12 pages, dont un exemplaire est envoyé à Lhassa. Comprenant que l’Angleterre fera la sourde oreille, Wangyal cherche l’appui des communistes indiens en contactant Jyoti Basu à Calcutta, mais les promesses de ce dernier sont vagues et non suivies d’effet »,.
Après avoir soumis sa note personnelle, Phuntsok Wangyal dit en plaisantant à Tarchin : « Si le gouvernement tibétain ne m’écoute pas, j’amènerai l’armée chinoise au Tibet. Alors, je vous écrirai. » Au début de 1951, Tarchin reçoit un télégramme indiquant « Arrivé sain et sauf à Lhassa - Phuntsok Wangyal ».

## Second séjour à Lhassa
À Lhassa, pendant une courte période, il donne des cours de chinois à l'école républicaine chinoise sise au Tromzikhang (en), dans le quartier du Barkhor. Selon Robert Barnett, on lui permet également de tenir, sans révéler son engagement communiste, un salon non officiel d’intellectuels et d’aristocrates progressifs.

## Expulsion des Chinois et de leurs sympathisants
Selon le témoignage de Phuntsok Wangyal lui-même, en juillet 1949, alors que les communistes chinois sont sur le point de gagner la guerre contre Tchang Kaï-chek, le Conseil des ministres du Tibet déclare qu'il est membre du parti communiste et l'expulse de Lhassa vers le Kham en passant par l'Inde, escorté de soldats tibétains. Les Chinois du gouvernement nationaliste sont également expulsés à la même période ainsi que leurs sympathisants de Lhassa et du reste du Tibet sous l'administration du gouvernement tibétain.

## Fusion du parti communiste tibétain avec le parti communiste chinois (1949)
Selon A. Tom Grunfeld, Phunwang et ses camarades abandonnent leur objectif d’un Tibet indépendant et font cause commune avec les communistes chinois. Il rejoint la guérilla des communistes chinois contre le Kuomintang mais doit fusionner le Parti communiste tibétain avec le Parti communiste chinois de Mao Zedong à la demande des militaires chinois, et donc abandonner son projet d'un Tibet communiste indépendant autogouverné.

## Rôle dans les négociations sur l'accord en 17 points (1951)
En 1951, Phuntsok Wangyal est interprète officiel chinois lors des négociations sur l'accord en 17 points sur la libération pacifique du Tibet entre Pékin et Lhassa. Phunwang admet que ces négociations ont eu lieu sous la menace implicite de l'invasion du Tibet par les forces de l'Armée populaire de libération, mais il défend le document comme une solution raisonnable aux relations entre le Tibet et la Chine. Non seulement il joue un rôle diplomatique décisif dans les tractations mais contribue à faire accepter l'accord par des membres de l'aristocratie tibétaine.

## Rôle et activités au sein du parti communiste (1949-1957)

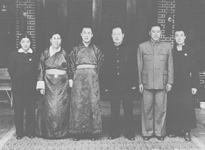
Photo prise à Pékin en 1955, de gauche à droite : Tsering Dolma, Gyalyum Chenmo, le 14e dalaï-lama, un inconnu, Phuntsok Wangyal, Lobsang Samten

De retour dans sa ville natale, son engagement, ses capacités d’organisateur sont immédiatement repérées par le Front Uni si bien qu’au bout de quelques mois il est nommé membre du Comité de travail du Tibet, l’organisation qui régit le Tibet de 1951 à 1959, membre du Conseil politico-militaire du Sud-ouest, directeur du Département de la propagande militaire de la région et directeur adjoint du Front Uni du Tibet central.
Il joue un rôle administratif important dans l'organisation du parti à Lhassa et sert de traducteur au jeune 14e dalaï-lama pendant les célèbres rencontres de ce dernier avec Mao Zedong en 1954-1955, veillant entre autres à ce que le jeune homme de 19 ans n'aille pas danser le foxtrot avec les dames de la troupe de danse de l'État comme le faisaient les cadres du PCC. Dans les années 1950, Phünwang est le responsable tibétain le plus haut placé du Parti communiste chinois.

## Purge de 1957
Fin 1957, le dalaï-lama confie à Phuntsok Wangyal une lettre à l’attention du président Mao Zedong, d’autres envoyées précédemment étant restées sans réponse. À Pékin, le dalaï-lama, qui a un grand respect pour Phuntsok Wangyal, demande qu’il soit nommé secrétaire du parti communiste chinois au Tibet,. Cette requête, présentée au général Chang Ching-wu, est acceptée, mais fin 1957, un fonctionnaire chinois informe le dalaï-lama que Phuntsok Wangyal ne reviendra plus au Tibet, car on le juge dangereux. On lui reproche principalement d’avoir fondé et organisé, lorsqu’il vivait dans le Kham, un parti communiste tibétain séparé. En 1958, le dalaï-lama apprend que Phuntsok Wangyal a été déchu de son poste et mis en prison. Désolé de cette nouvelle, il en déduit que les dirigeants chinois de l’époque ne sont pas réellement des marxistes soucieux d’un monde meilleur, mais des nationalistes évoquant le chauvinisme Han[pertinence contestée].
Selon Robert Barnett, dès 1957, Phuntsok fait les frais d’une purge lors de la campagne anti-droitiste ayant pour cible les dirigeants du Front Uni et leur chef Li Weihan.

## Années de détention (1958-1978)
Bien que Phuntsok Wangyal parlât chinois couramment, que la culture chinoise lui fût familière et qu'il fût dévoué au socialisme et au Parti communiste, son engagement profond pour le bien-être des Tibétains le rendit suspect aux yeux de puissants collègues Han,.
En 1958, qualifié de « nationaliste local » (expression désignant une personne plaçant les intérêts d'un groupe ethnique avant ceux de l'État), Phuntsok Wangyal est confiné, ou mis au secret, à Pékin. En 1960, à la suite du soulèvement tibétain de 1959, il est emprisonné à la prison de Qincheng à Pékin. Il y passe 18 années en isolement cellulaire.
Selon la politologue indienne Swarn Lata Sharma, tous les membres de sa famille, y compris sa fille âgée de 2 ans furent mis en prison. Sa femme y est morte. Il fut maintenu dans un isolement tel qu’il ignorait avant sa libération que son frère avait été incarcéré dans la même prison que lui pendant 14 ans.
Selon Kim Yeshi, pour détruire leur volonté et leur moral, les prisonniers politiques ont été soumis à diverses tortures physiques et psychiques en Chine. Comme Phuntsok Wangyal s'inquiétait pour ses enfants, des bébés en pleurs furent placés sous sa fenêtre. Les gardiens crachaient dans sa nourriture et venait le passer à tabac la nuit. On lui administrait une substance qui lui provoqua des acouphènes. Il eut plusieurs accès de folie. La pire des tortures dont il se souvient fut d'être bombardé d'« ondes électroniques » dans sa cellule, ce qui lui occasionna d'atroces migraines. Les mois qui suivront sa libération, il ne pourra pas s'empêcher de baver.
Phuntsok s'est marié à une Tibétaine musulmane. Pour obtenir la permission de l'épouser, il s'était converti, sans grande difficulté, étant plus marxiste que bouddhiste. Son épouse est décédée alors qu'il était en prison. Quand ses enfants rendirent visite à leur père en hôpital psychiatrique en 1975, il n'osèrent pas lui dire qu'elle avait eu une mort effroyable quelques années plus tôt. Elle avait préféré se suicider.

## Libération et réhabilitation (1978)
En 1978, il est libéré mais reste à Pékin sans contact avec l'extérieur pendant plusieurs années,. Plus tardivement, il retourna fréquemment au Tibet.
Progressivement réhabilité, il occupe de hauts postes mais de nature surtout honorifique.
Il vit dans une résidence pour hauts responsables gouvernementaux à la retraite.
Il est resté fidèle à ses idéaux socialistes, Phuntsok est convaincu que la pensée de Lénine et de Staline peut être bénéfique au développement de la société tibétaine.

## Rencontre avec la délégation tibétaine du gouvernement tibétain en exil de 1979
En 1979, Phuntsok Wangyal qui n'occupait alors qu'un modeste poste administratif sans grand pouvoir, rencontra les membres de la première mission d'enquête au Tibet du dalaï-lama (entre le 24 août et le 24 décembre 1979), en visite en Chine et au Tibet, dont Juchen Thupten Namgyal. La délégation, composée de cinq personnes, était conduite par Lobsang Samten. Au cours de ses conversations avec les membres de la délégation, il déclara qu'il rendait responsables de son emprisonnement non pas le parti communiste mais des gens qui avaient enfreint les lois, violé la discipline du parti et les lois du pays.

## Lettres à Hu Jintao et à Xi Jinping
Dans les années 2000, Phuntsok Wangyal a écrit plusieurs lettres à Hu Jintao. Aucune de ces lettres n'avait toutefois été rendue publique avant mars 2007 quand l'agence Reuters en obtint des copies par deux sources proches de Wangyal,. Elles ont été publiées courant 2007 par les éditions Paljor Publications, une branche de la Library of Tibetan Works and Archives (Dharamsala), dans un ouvrage intitulé Witness to Tibet’s History.
En 2004, il écrit notamment une lettre importante à Hu Jintao et au directeur du Centre de recherche tibétologique de Chine et porte parole tibétain nommé par l'Etat Lhagpa Phuntshogs où il exhorte Pékin à dialoguer au plus vite avec le dalaï-lama et à autoriser son retour au Tibet. Il explique que cela ne concerne pas seulement l'harmonie et le développement durable des régions tibétaines, mais aussi tous les groupes ethniques. Sa requête n'a pas été entendue.

### Lettre de 2004
Dans sa lettre du 29 octobre 2004, il espère infléchir la politique chinoise et écrit : « [...] quand le gouvernement central et le Dalaï Lama auront atteint un stade de compréhension mutuelle sur les principes de la souveraineté nationale, des ajustements appropriés à la politique de répartition administrative et sur l'application du droit à l’autodétermination, les deux parties devraient déclarer dans un rapport politique officiel que des relations amicales ont été restaurées entre eux ». Il a aussi écrit que Hu Jintao devrait permettre le retour du dalaï-lama au Tibet, suggérant que cela serait « [...] bien pour stabiliser le Tibet ».

### Lettre de 2006
Dans une 3e lettre, datée du 1er août 2006, il a écrit : « Si la solution de la question du Tibet continue à être retardée, il est tout à fait probable que cela aboutira à la création d'un "Vatican oriental du bouddhisme tibétain" à côté du Gouvernement tibétain en exil. La "question du Tibet", au niveau national ou international, deviendra alors plus compliquée et plus dérangeante ».

### Lettre de 2007
Selon le site TibetInfoNet, dans une lettre adressée en 2007 au président Hu Jintao, Phuntsok Wangyal critiqua les faucons du Parti communiste chinois qui, rivalisant pour soutenir les adeptes de Dordjé Shugden, « gagnent leur vie, sont promus et s'enrichissent en s'opposant au séparatisme ».
Dans une de ces lettres qui lui sont attribuées, Phuntok Wangyal note que le Tibet dépend de l'aide fournie par le gouvernement central et les autres provinces et villes du pays pour 95 % de ses ressources financières et que cette assistance englobe l'aide financière directe ainsi que l'assistance au développement économique.

### Lettre de 2011

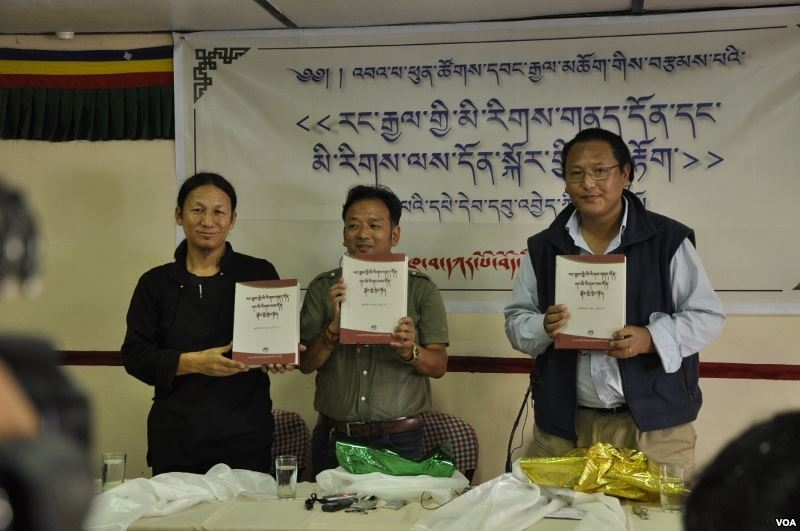
Bhuchung D. Sonam, Chung Tsering et Serta Tsultrim lors de la publication d'un ouvrage de Phuntsok Wangyal en 2013

En août 2011, il écrit une lettre à Xi Jinping, qui sera publiée en 2013 en tibétain dans un ouvrage comportant certains de ses écrits publiés par le Centre culturel tibétain Khawa Karpo à Dharamsala.

## Accueil critique
Billy Wharton (en), rédacteur en chef de The Socialist, magazine du Parti socialiste des États-Unis, fit une lecture critique de ses mémoires. Pour lui, l'ouvrage peut servir à dissiper les mythes qui circulent à la fois dans le camp pro-tibétain et celui pro-chinois. L'argument de Phunwang concernant les droits à l'autodétermination comme le préconise la tradition léniniste est convaincant et met en évidence la dérive générale de la révolution chinoise. Mais surtout, Phunwang illustre la manière dont les politiques conçues au cours de la période ultra-gauche de 1957-1976 ont continué à être employées par le PCC. Pris ensemble, ces arguments portent gravement atteinte à l'affirmation chinoise selon laquelle le mouvement tibétain est produit par les agitations des exilés.
La revendication indépendantiste pro-tibétaine n'est en rien facilitée par le témoignage de Phünwang. Celui-ci indique de façon tout à fait explicite que dans les années 1950, le désir ou l'exigence d'indépendance se faisaient entendre uniquement dans les secteurs les plus conservateurs de l'aristocratie religieuse et économique tibétaine. Selon Billy Wharton, pour Phunwang, le dalaï-lama reste une figure centrale de la résolution du conflit entre le Tibet et la Chine : « Il n'y a pas de raison d'avoir des soupçons concernant les intentions du dalaï-lama, et aucune raison de fausser sa pensée sincère et altruiste et d'attaquer son caractère incomparable ».

## Mort
À sa mort le 30 mars 2014, le 14e dalaï-lama adresse un message de condoléance à sa femme et ses enfants, qualifiant Phuntsok Wangyal de vrai communiste, sincérement motivé pour réaliser les intérêts du peuple tibétain, regrettant de n'avoir pu le revoir.

## Œuvre
- Liquid Water Does Exist on the Moon, Beijing, China, Foreign Languages Press, 2002,  (ISBN 7-119-01349-1)
- Witness to Tibet's History, édité par Jane Perkins, avant-propos de Kasur Sonam Topgyal, préface de Serta Tsultrim, traduit par Tenzin Losel, New Delhi, Paljor Publication, 2007,  (ISBN 81-86230-58-0)